# Andes cucullatus
Andes cucullatus är en insektsart som beskrevs av Frederick Arthur Godfrey Muir 1925. Andes cucullatus ingår i släktet Andes och familjen kilstritar. Inga underarter finns listade i Catalogue of Life.